# Thomas Eagleton
Thomas Francis Eagleton (St. Louis, Missouri, 4 de setembro de 1929 - St. Louis, Missouri, 4 de março de 2007) foi um Senador pelo Missouri, entre 1969 e 1987. Ganhou mais destaque com a sua breve candidatura a Vice-presidente dos Estados Unidos pelo Partido Democrata, como running mate de George McGovern em 1972. Teve cargos públicos na Universidade de Washington durante mais de uma década e lecionou um seminário sobre a Presidência e a Constituição na Saint Louis University School of Law.

## Primeiros anos e Carreira política
Eagleton era filho de um outro político de St. Louis, Mark D. Eagleton (que havia concorrido para presidente da câmara), e de Zitta Swanson.
Formou-se na "St. Louis Country Day School", alistou-se na Marinha dos Estados Unidos durante dois anos, saiu da "Amherst College" em 1950, onde era membro da irmandade "Delta Kappa Epsilon". Foi então para a Harvard Law School.
Thomas Eagleton casou com Barbara Ann Smith, de St. Louis, no dia 26 de Janeiro de 1956.  Um filho, Terence, nasceu em 1959, e uma filha, Christin, nasceu em 1960.
Foi eleito Procurador de Círculo da cidade de St. Louis em 1956, e Procurador do Ministério Público do Missouri em 1960, aos 31 anos de idade (o mais jovem na história do estado).  Foi eleito Tenente-governador do Missouri em 1964, e ganhou um assento no Senado dos Estados Unidos nas eleições de 1968.
Entre 1960 e 1966, Thomas Eagleton esteve internado três vezes por exaustão física e nervosa, submetendo-se a electroconvulsoterapia duas vezes.
A hospitalização, que não foi largamente publicitada, teve um pequeno efeito nas suas aspirações políticas, ainda que o St. Louis Post-Dispatch tenha dado conta, em 1972, imediatamente depois da sua nomeação para candidato à vice-presidência:
"Ele tem tido problemas com distúrbios gástricos, que o levaram a algumas hospitalizações. Os problemas de estômago contribuíram para rumores de que ele teria problemas com a bebida."

## Seleção vice-presidencial de George McGovern, em 1972
Em 1972, Richard Nixon surgia imbatível. Quando George McGovern venceu a nomeação Democrata para Presidente, virtualmente todos os nomes democratas, como Edward Kennedy, Walter Mondale e Birch Bayh recusaram ofertas para continuar na chapa.
A campanha de McGovern procurou então por candidatos menos conhecidos e Eagleton, que se opusera à Guerra do Vietnam, foi selecionado, em 14 de julho, com uma mínima investigação do seu passado. Eagleton não fez menção às suas hospitalizações anteriores.
Os jornais em breve as revelariam. McGovern e Eagleton inicialmente brincaram com o caso, com  Eagleton dizendo que podia submeter-se a exames físicos se outros candidatos (por exemplo, Nixon) fizessem o mesmo. Mas a cargas continuaram a chegar. O colunista Jack Anderson escreveu uma coluna acusando falsamente Eagleton de ter sido detido por condução sob o efeito do álcool; um ataque de que Anderson teve de retratar-se.
McGovern disse que apoiava Eagleton a “1000%”, mas a 1 de agosto, Eagleton retrocedeu e foi substituído pelo parente de Kennedy, Sargent Shriver.
O incidente foi um pretexto para a campanha do Partido Republicano levantar sérias questões sobre a capacidade de julgamento de McGovern. Nas eleições gerais, Nixon venceu em todos os estados exceto no Massachusetts e em Washington, D.C..
O Missouri elegeu Eagleton para o Senado em 1974 e em 1980. Durante as eleições de 1980, a sobrinha de Eagleton, Elizabeth Eagleton Weigand, e o advogado Stephen Poludniak foram presos por fazerem chantagem, ameaçando prestar falsas acusações de que Eagleton era bissexual. Eagleton disse aos repórteres que o dinheiro extorquido seria entregue à Igreja da Cientologia.  Polundniak e Weigand apelaram por todas as vias para o Supremo Tribunal dos E.U.A., clamando que não podiam ter um julgamento justo devido à "publicidade massiva em volta do caso, a que se juntava o sentimento preexistente a favor do Senador Eagleton."  O Tribunal recusou o apelo. Weigand alegou que ouvira de uma fonte em terceira-mão que Eagleton havia sido visto "desgrenhado e com a barba por fazer" no "La Terrazza Di Marti" (agora conhecido como LaTeDa) em Key West, Flórida; um estabelecimento que ela disse ser frequentado por homossexuais. Eagleton declarou que só estivera uma vez em Key West, em 1972, e estava com os seus filhos.

## Carreira no Senado
No Senado, Eagleton foi ativo em matérias relacionadas com relações internacionais, serviços secretos, defesa, educação, saúde preventiva, e meio ambiente. Foi instrumental na passagem no Senado da "Lei do Ar Limpo" e da "Lei da Água Limpa", e apadrinhou a emenda à lei que parou o bombardeamento no Camboja e terminou efetivamente com o envolvimento Americano na Guerra do Vietnam.

## Carreira Pós-Senado
Em 1987, Eagleton voltou para St. Louis, Missouri como um procurador, comentador político, e professor na Washington University in St. Louis, onde manteve o título de "Professor de Relações Públicas, até à sua morte. Foi sócio de Thompson Coburn na firma de advocacia St. Louis, e foi chefe de uma união de interesses de negócios locais que atraiu a equipa de futebol Los Angeles Rams para St. Louis. Foi autor de três livros de política e deu nome ao 8º Tribunal de Círculo em St. Louis.
Foi honrado com uma estrela no Passeio da Fama de St. Louis.
Em Janeiro de 2001, juntou-se a outros Democratas do Missouri para se opor à nomeação do anterior governador, John Ashcroft para Procurador Geral dos E.U.A. A citação de Eagleton foi evocada como o brado de convocação do debate e entrou para o registo da do Comité Judiciário.
"John Danforth podia ter sido a minha primeira escolha. John Ashcroft podia ter sido a minha última escolha."
Outra aparição recente foi ao lado do candidato Democrata ao Senado Claire McCaskill nas eleições em 2006; McCaskill venceu Jim Talent.
Eagleton deixou um grupo, "Católicos pela Mudança 2", composto por proeminentes Católicos, que desafiam a oposição dos líderes da Igreja à pesquisa com células-tronco e propõem a 2ª emenda constitucional que poderia proteger alguma pesquisa no Missouri. O grupo enviou uma mensagem por e-mail a companheiros católicos, explicando as razões para a 2ª emenda. A emenda assegura que nenhuma aprovação Federal sobre pesquisa em células-tronco poderia ser aplicada no Missouri. A carta dos "Católicos pela Mudança 2" diz que o grupo sente uma obrigação moral de responder ao que chamam de "desinformação", táticas de assustar e distorcer, usadas pelos oponentes da iniciativa, incluindo a Igreja.

## Morte
Thomas Eagleton morreu aos 77 anos de idade, em St. Louis, Missouri, devido a complicações respiratórias e cardíacas.